# Morane-Saulnier Type AI
Il Morane-Saulnier Type AI, indicato secondo le convenzioni dell'esercito francese come MoS-27 (versione ad una mitragliatrice) e MoS-29 (due mitragliatrici), era un caccia monomotore monoposto, monoplano ad ala alta a parasole, sviluppato dall'azienda aeronautica francese Société des Aéroplanes Morane-Saulnier negli anni dieci del XX secolo.
Venne utilizzando principalmente dall'Aéronautique Militaire, la componente aerea dell'Armée de terre (l'esercito francese), e dalla statunitense American Expeditionary Forces durante la prima guerra mondiale.
Venne inoltre prodotto in una variante da addestramento avanzato con capacità acrobatiche, identificata come MoS-30, e destinata alla formazione dei nuovi piloti da caccia.

## Storia del progetto
All'inizio del 1917 la Morane-Saulnier decise di avviare lo sviluppo di un nuovo modello da caccia che potesse sostituire il precedente ed oramai obsoleto pari ruolo Type N. Il progetto beneficiava delle scelte tecniche introdotte dall'azienda francese nei modelli più recenti, abbinando l'oramai affermata formula monomotore in configurazione traente ad una cellula composta da una fusoliera a sezione circolare per meglio armonizzare il profilo del motore rotativo ad una velatura monoplana ad ala alta a parasole controventata. Alla pulizia aerodinamica generale contribuiva anche l'adozione di una cappottatura che avvolgeva completamente il motore lasciando una presa d'aria circolare per il raffreddamento dello stesso.
La costruzione del prototipo si protrasse dai primi mesi dell'anno fino all'estate per essere poi portato in volo per la prima volta nell'agosto 1917 dove il velivolo si dimostrò robusto, di buona manovrabilità e dotato di buona velocità massima. Nel periodo di prove in volo il pilota collaudatore Gilbert riuscì ad ottenere una velocità massima pari a 215 km/h ad un'altitudine di 3 000 m, quota raggiunta in 7 min 30 s, mentre riuscì a toccare i 5 000 m in 17 min. Ls tangenza massima raggiunta di 8 000 m, un ottimo risultato per la tipologia del modello rispetto ai contemporanei pari ruolo, confermarono la bontà del progetto che, una volta approvato dalla commissione esaminatrice, venne avviato immediatamente alla produzione in serie.
La prima versione avviata alla produzione, identificata dall'Armée de terre come MoS-27, era caratterizzata dall'adozione di una sola mitragliatrice, una Vickers calibro .303 in (7,7 mm), montata in caccia a disposizione del pilota, dotata di un meccanismo di sincronizzazione che permetteva di sparare senza conseguenze attraverso il disco dell'elica, alla quale se ne affiancò una seconda nella versione MoS-29. Una terza versione, quella maggiormente prodotta ed indicata come MoS-30 e MoS-30bis, fu destinata alla formazione dei nuovi piloti da caccia e caratterizzata dall'adozione di motori dalla potenza inferiore, la seconda totalmente priva di armamento.

## Impiego operativo
I Type AI, nelle versioni da caccia a singola e doppia mitragliatrice, iniziarono ad essere consegnati dalla seconda metà del 1917 alle Escadrille 156, 158 e 161 dell'Aéronautique Militaire che operavano sul fronte occidentale durante le fasi finali della prima guerra mondiale, rimanendo in servizio fino al maggio 1918 e progressivamente rimpiazzati sulla prima linea dai più efficienti SPAD S.XIII.
La versione da addestramento avanzato rimase in servizio fino al termine del conflitto, utilizzata anche dall'American Expeditionary Forces che acquistò 51 esemplari della variante MoS-30.
Alcuni esemplari che operarono negli anni venti vennero inoltre adottati da alcune forze aeree mondiali: La Marina de Guerra del Perú, la Marina militare peruviana (l'aeronautica militare, allora indicata con la denominazione di Cuerpo de Aviación del Perú, divenne indipendente solo nel 1929) che operò almeno con un esemplare, così come la neocostituita dell'Unione Sovietica. Il modello venne inoltre utilizzato per costituire il primo nucleo di aeromobili adottato in Svizzera, anche in questo caso ancora una divisione aerea dell'esercito.

### Impiego civile
Grazie alle ottime qualità acrobatiche del modello, questo venne adottato anche in ambito civile da alcuni piloti che lo utilizzarono in competizioni riservate alla categoria per tutti gli anni venti. Il Type AI venne scelto per creare la prima pattuglia acrobatica del mondo, la Patrouille tricolore, equipaggiata con tre esemplari dipinti con i colori nazionali e pilotati dai francesi Alfred Fronval, Charles Robin e Jean-Baptiste Salis. Su questi velivoli dal gennaio 1927 i tre piloti si esibirono in numerosi raduni aeronautici su tutto il territorio francese.

## Varianti
MoS-27
versione da caccia di produzione in serie equipaggiata con un motore aeronautico rotativo Gnome Monosoupape 9NI ed armamento basato su una singola mitragliatrice Vickers calibro .303 in (7,7 mm)
MoS-29
come la versione MoS 27 ma con armamento portato a due mitragliatrici Vickers calibro .303 in (7,7 mm).
MoS-30
versione da addestramento avanzato equipaggiata con un motore rotativo Le Rhône 9Jb da 120 hp (89 kW) o Le Rhone 9Jby da 135 hp (101 kW).
MoS-30bis
come la MoS 30 ma equipaggiata con un motore Le Rhone 9Jby depotenziato a 90 hp (67 kW).

## Utilizzatori
Belgio

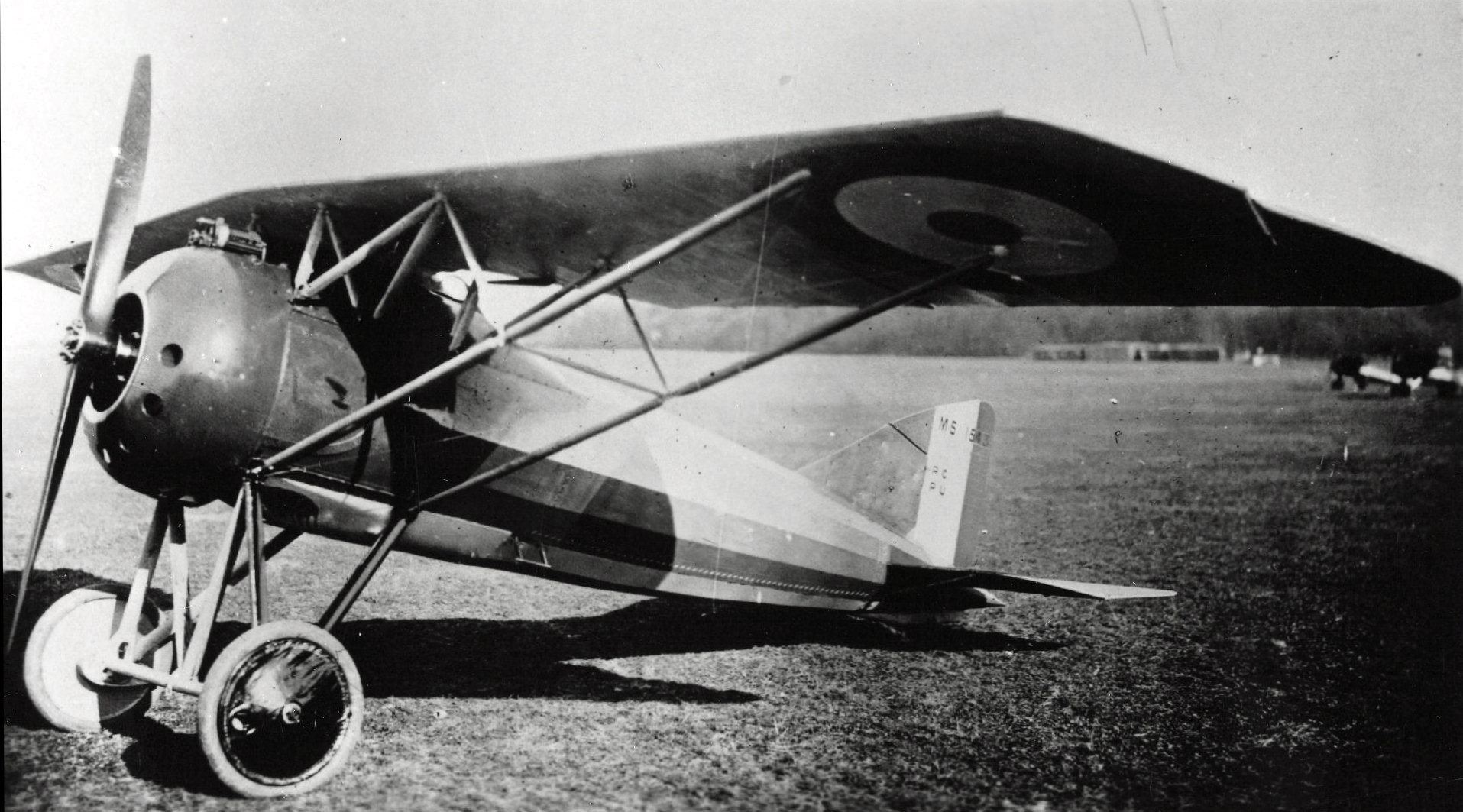
Un AI con insegne francesi.

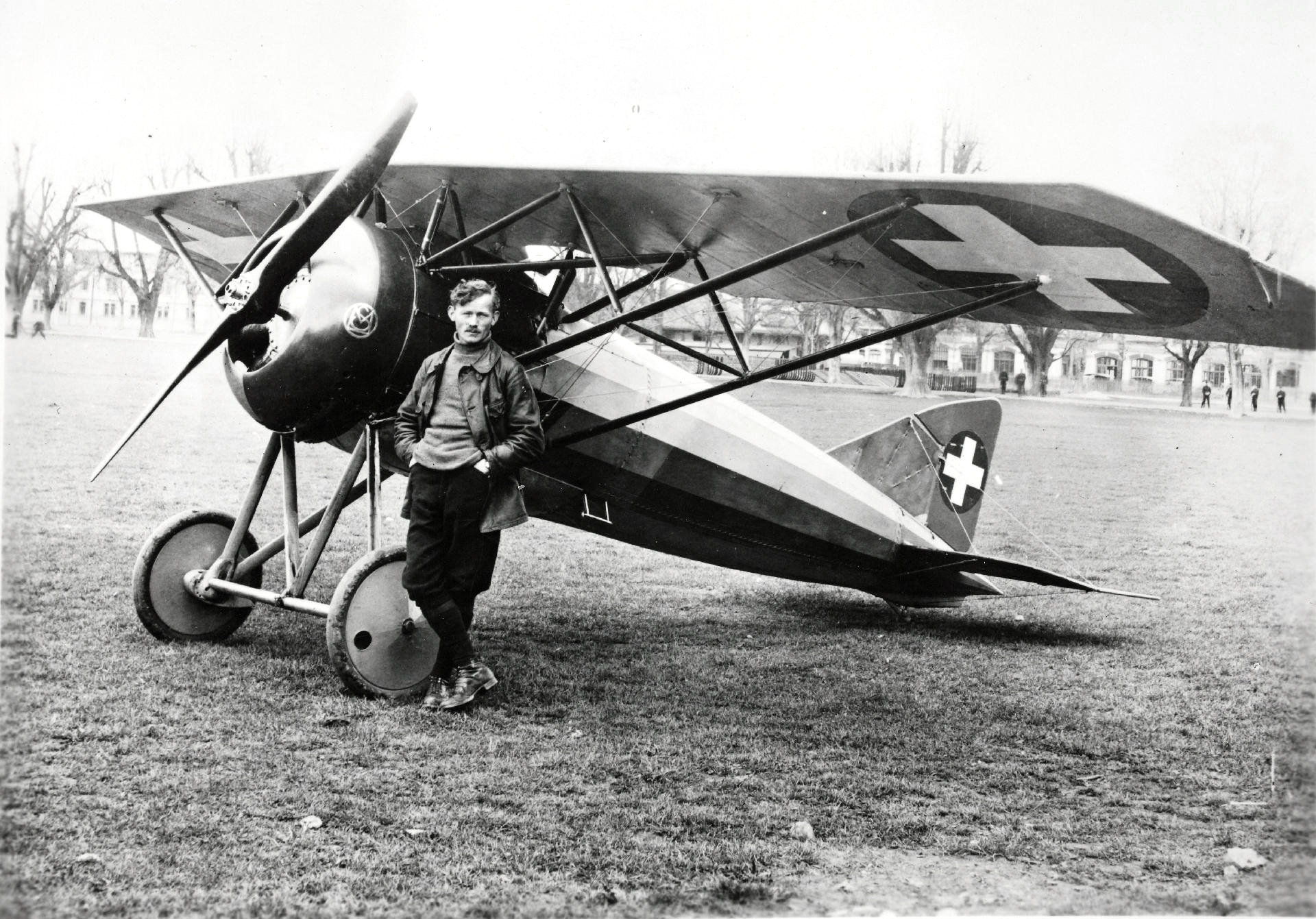
Un AI con insegne svizzere.

- Aviation militaire/Militair Vliegwezen

 Francia
- Aéronautique Militaire

 Giappone
- Dai-Nippon Teikoku Rikugun Kōkū Hombu

 Perù
- Marina de Guerra del Perú

 Stati Uniti
- American Expeditionary Forces

 Svizzera
- Esercito svizzero

 Unione Sovietica
- Voenno-vozdušnye sily